# Krajská soutěž – Nitra 1951
Krajská soutěž – Nitra 1951 byla po zrušení Celostátního československého mistrovství II jednou z 21 skupin 2. nejvyšší fotbalové soutěže v Československu. V soutěži se utkalo 11 týmů každý s každým dvoukolovým systémem jaro-podzim. 

## Konečná tabulka
| Poř. | Tým                       | Z  | V  | R | P  | VG | OG | B  |
| ---- | ------------------------- | -- | -- | - | -- | -- | -- | -- |
| 1.   | NV Topoľčany              | 20 | 15 | 3 | 2  | 73 | 27 | 33 |
| 2.   | ČSAD Nové Zámky           | 20 | 14 | 2 | 4  | 56 | 31 | 30 |
| 3.   | KP Nitra                  | 20 | 12 | 2 | 6  | 57 | 36 | 26 |
| 4.   | Baník Handlová            | 20 | 12 | 1 | 7  | 52 | 35 | 25 |
| 5.   | Sokol Partizánske         | 20 | 11 | 1 | 8  | 79 | 48 | 23 |
| 6.   | SSM Levice                | 20 | 9  | 2 | 9  | 36 | 43 | 20 |
| 7.   | Odeva Hlohovec            | 20 | 6  | 4 | 10 | 28 | 34 | 16 |
| 8.   | TJ Elektrosvit Nové Zámky | 20 | 6  | 4 | 10 | 36 | 48 | 16 |
| 9.   | TJ Sokol Škoda Komárno    | 20 | 6  | 0 | 14 | 43 | 70 | 12 |
| 10.  | ÚMEZ Šaľa                 | 20 | 4  | 3 | 13 | 28 | 75 | 11 |
| 11.  | Karpátia Prievidza        | 20 | 3  | 2 | 15 | 24 | 65 | 8  |

Poznámky:
- Z = Odehrané zápasy; V = Vítězství; R = Remízy; P = Prohry; VG = Vstřelené góly; OG = Obdržené góly; B = Body;